# Stella (película de 1990)
Stella es una película estadounidense dirigida por John Erman estrenada el 2 de febrero de 1990. Se basa en la novela Stella Dallas, de Olive Higgins Prouty, y es una de las varias adaptaciones de la misma. La película está protagonizada por Bette Midler en el papel principal de Stella Clair y por Trini Alvarado como su hija Jenny.

## Argumento
Stella (Bette Midler) es una mujer enérgica que trabaja en un bar cuando conoce y se enamora de los encantos del joven Dr. Stephen Dallas (Stephen Collins). Aunque provienen de extremos sociales opuestos, inician una aventura que resulta en el embarazo de Stella.
Tras una propuesta de matrimonio a medias, ella lo rechaza y se embarca en la crianza de su hija, Jenny, como madre soltera, con la ayuda y el aliento de su fiel amigo, Ed Munn (John Goodman), un afable barman local. Stella es profundamente independiente y orgullosa, y está decidida a cuidar bien de su hija y a aceptar cualquier trabajo necesario para criarla adecuadamente.
Cuando Jenny tiene 4 años, su padre reaparece repentinamente en escena, decidido a conocer a su hija. Al principio, reticente a permitírselo, Stella se convence de que sí lo haga, y nace un feliz vínculo entre padre e hija.
A medida que Jenny (Trini Alvarado) crece, se debate entre el origen rico y adinerado de su padre y la lealtad y el amor que siente por su madre, quien es pobre y de espíritu libre, pero dedicada a su hija. También desprecia la aparente relación que ve desarrollarse entre Stella y Ed Munn, quien ahora es un alcohólico desmoralizado. Jenny finalmente conoce y se enamora de un chico del mundo de su padre. Stella se da cuenta de que las diferencias en su propio pasado y el del padre de Jenny podrían poner en peligro la futura felicidad de su hija.

## Elenco
- Bette Midler como Stella Claire
- John Goodman como Ed Munn
- Trini Alvarado cmo Jenny Claire
  - Ashley Peldon como Jenny (a los 3 años)
  - Alisan Porter como Jenny (a los 8 años)
- Stephen Collins como Stephen Dallas
- Marsha Mason como Janice Morrison
- Eileen Brennan como la Sra. Wilkerson
- Linda Hart como Debbie Whitman
- Ben Stiller como Jim Uptegrove
- William McNamara como Pat Robbins

## Recepción
La película no logró el éxito o el reconocimiento de Eternamente amigas (Beaches, 1988), otra película del mismo género también protagonizada por Bette Midler. Recibió dos nominaciones a los "premios" Razzie: Peor canción original ("One More Cheer", escrita por Jay Gruska y Paul Gordon) y Peor actriz en un papel estelar (Bette Midler como Stella Clair).